# Sence v očesu
Sence v očesu (COBISS) je roman Matjaža 
Zupančiča; izšel je leta 2000 pri Založbi Mondena.

## Vsebina
Roman je psihološka srhljivka, knjiga o zločinu in kazni, kjer gre po avtorjevih besedah za  
prepletanje zgodb sodobnih urbanih ljudi, ujetih v mreže preganjavice, samote in strahu, v  
katerih se znajdejo zaradi maščevanja, sovraštva in želje po nasilju.
Roman začne opis izhodiščnega dogodka, to je tragične smrti maturantke Lare, ki je po nasilnem  
posilstvu sošolca Valterja skušala ubežati njegovemu najboljšemu prijatelju Albertu, a se je  
nesrečno utopila v vrtincu deroče reke na Valterjevem vikendu v Ljubljani.
Zaradi tega sprožilnega dogodka se iz Avstralije v domovino vrne Larin brat Robert, ki s  
sestrino bivšo sošolko in biseksualno ljubimko Veroniko skuje načrt kako bi se osumljencema  
maščeval. Tako se Robert, Valter in Albert odpravijo na Valterjev vikend, ki naj bi ga Robert po  
krajšem ogledu tudi kupil. Robert si sam ogleda reko, v kateri je utonila njegova sestra, ostala  
dva pa med njegovo odsotnostjo v stanju pijanosti brutalno posilita mimoidočo štoparko Jasmin.  
Zaradi strahu, da bi ju zatožila policiji, jo Valter zbije z avtomobilom in dekle umre. Dva dni  
po dogodku pa jo skupaj pokopljeta v kleti hiše. Medtem ko Valter ne čuti nobenega obžalovanja  
za svoje dejanje, pa Alberta nenehno preganja slaba vest. Čuti se krivega za zagrešeni zločin in  
je psihično čisto uničen. Za nameček pa njegova žena Nastasija in Valter, ki skrivaj ljubimkata,  
najameta žrtvi na las podobno prostitutko, ki se mu vsak večer prikazuje. Albert na koncu stori samomor.
Valter se po Albertovem samomoru poroči z Nastasijo in uživa v Albertovem bogastvu. Ugotovi, da je Robert Larin brat, zato prekine prodajo hiše. Robert se je, zaradi pomanjkanja dokazov proti Valterju, vrnil v Avstralijo. Vendar pa Valter svoje nezvestobe ni znal krotiti in kmalu ga zasači žena, ki zaradi vožnje v razburjenem stanju zdrvi v prepad. 
Veronika pa je poznala prostitutko in ta ji je zaupala vse podrobnosti načrtovanega ustrahovanja. Veroniki tako uspe vse povezati, ki pa jo Valter hoče prikriti. Tako ubije prostitutko Mirjam, za zadnjo žrtev, Veroniko, pa mu zmanjka časa, saj ga policija zasači med prekopavanjem Jasmininega trupla. Tako na svoj račun končno prideta Robert in Veronika, ko policija odpelje blatnega Valterja.